# Asimetría fluvial
La asimetría fluvial es una asimetría observada en las cuencas fluviales derivada del relieve terrestre, el clima, los seres humanos y, sobre todo, del movimiento de rotación de la Tierra.
La simetría y la asimetría son dos características muy frecuentes en el mundo natural, tanto en los seres vivos como en los inorgánicos. La diferencia entre los dos tipos de seres es que en el campo de los seres inanimados, tanto la simetría como la asimetría constituyen características que, por lo general, son efecto de las leyes físico-químicas de la naturaleza, mientras que entre los seres vivos, la simetría y la asimetría obedecen a una búsqueda a lo largo de la historia evolutiva de las especies de algún rasgo favorable para su desarrollo.

## Concepto de asimetría fluvial
En una región natural con relieve, clima, geología y suelos relativamente homogéneos, se creía que las características del cauce y la cuenca de un río que drenara esa región tenían que ser simétricos en cuanto a trazado y área obedeciendo a esa homogeneidad. Ya en 1802 se expresó esta idea general en la ley de Playfair referente a los ríos y sus valles en la que se afirma que:

En áreas de estructura lítica y tectónica uniformes y sujetas a erosión fluvial durante un largo período de tiempo:
 a) los valles son proporcionales en tamaño a las corrientes que contienen;
 b) las confluencias de corrientes en estos valles son concordantes en nivel.
Ley de Playfair (1802) 

Sin embargo, ya hace bastante tiempo que se ha podido comprobar que la asimetría en el curso y cuenca de los ríos siempre está presente por ser algo inherente a la propia dinámica fluvial. Dicha asimetría tiene una importancia fundamental en el campo de la ingeniería y de la prevención de riesgos sobre todo, porque las inundaciones en todo el mundo han sido, históricamente, la mayor causa de muertes entre todos los riesgos naturales que se estudian en el campo de la geografía, de la geomorfología fluvial y, en general, de las distintas ciencias de la Tierra. Y, a menudo, la intervención de los seres humanos en la planificación regional llega a exacerbar los efectos desastrosos de esas inundaciones, precisamente por el conocimiento a veces fragmentado e incompleto que se tiene de las ciencias relacionadas con el manejo de las cuencas hidrográficas. El que la asimetría de cauces y cuencas fluviales sea una característica inherente en todos los patrones de morfología fluvial y en los procesos de la dinámica fluvial se debe, sencillamente, a que dicha asimetría es una consecuencia muy importante y conocida desde hace varios siglos, del movimiento de rotación de la Tierra.

## Causas de la asimetría
Las principales son: el relieve, el clima, los seres humanos y, sobre todo, el movimiento de rotación de la Tierra.

### El relieve

Cuenca del Orinoco, en la que se distingue la asimetría de la cuenca en cuanto a la superficie y número de afluentes: más extensa y con más afluentes el área izquierda (llanera) y más elevada formando mesetas elevadas y penillanuras rocosas aunque de menor superficie, la parte derecha de la cuenca.

Las diferencias en cuanto al relieve de una región, aunque esa región sea pequeña, son muy importantes para entender el trazado del cauce de un río y la diferenciación de sus diques naturales. Tal es el caso del río Orinoco en Venezuela, que desde su nacimiento rodea a la Guayana venezolana y que, al formar un extenso arco, su cauce divide a la propia cuenca del Orinoco en dos partes muy desiguales: la parte izquierda está ocupada por los Llanos colombo-venezolanos y es la más extensa, mientras que la parte derecha está ocupada por el escudo guayanés, con mesetas de arenisca que forman los tepuy, de bordes verticales y cuya erosión durante más de 1000 millones de años ha dado origen a amplias playas de arena que se extienden por el Orinoco y otros ríos guayaneses. La larga historia geológica del Orinoco es la que nos explica la situación actual: los ríos procedentes de los Andes y que atraviesan los Llanos para desembocar en el Orinoco por su margen izquierda, vienen muy cargados de sedimentos y son los responsables de haber elevado progresivamente el nivel de los Llanos hasta igualarlo con el del escudo, por lo que han venido empujando al Orinoco hacia su margen derecha por encima de las rocas del escudo. Como consecuencia de ello, la mayor parte del curso del Orinoco se presenta sobre las rocas graníticas del escudo, especialmente en su margen derecha. Así, el dique natural de la margen derecha del Orinoco sigue en gran parte una superficie de erosión en rocas y relieves muy resistentes, mientras que la margen izquierda forma playas arenosas de gran extensión: una situación típicamente asimétrica.

### El clima

El río Murray, en Australia, tiene una cuenca muy extensa pero bastante asimétrica en cuanto a su extensión, ya que es más extensa la parte que se extiende a la derecha de dicho río (como suele ocurrir en el hemisferio sur), pero es mucho más seca. De hecho, a pesar de que el río Darling (al norte en el mapa) es mucho más largo y con una cuenca más extensa que el propio río Murray, es de mucho menor caudal.

En realidad, el distinto clima que puede presentarse en los ríos de cuenca muy amplia, resulta más una consecuencia que una causa de asimetría ya que es lógico suponer la existencia de distintos climas cuando se trata de cuencas muy extensas. Pero cuando en una de estas cuencas existen climas muy húmedos o lluviosos y otros muy secos y hasta desérticos, esas diferencias climáticas pueden dar origen a asimetrías espaciales en cuanto al modelado fluvial al coexistir ríos con distinto caudal y con mayor o menor capacidad de transporte y acumulación de sedimentos. 
En los ríos con una cuenca muy extensa, el clima puede ser una característica diferencial entre las dos mitades de la cuenca formadas por el curso del río principal. De hecho, una causa frecuente de asimetría en un río con una cuenca muy extensa suele presentarse en la confluencia de los principales ríos con sus afluentes como es el caso del río Murray y su afluente el Darling o el Misisipi con su afluente el Misuri, que se tratan con algo más de detalle más abajo.

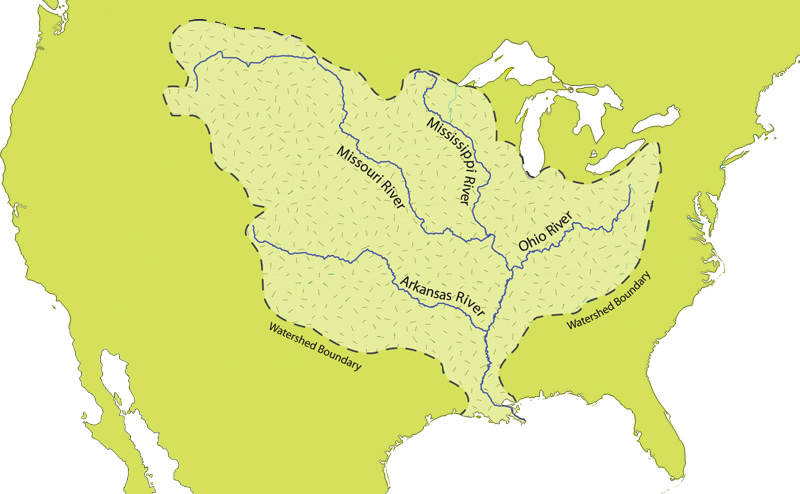
La cuenca del río Misisipi

También la cuenca del río Misuri, señalada asimismo en el apartado siguiente, presenta diferencias espaciales en cuanto al clima, en razón a la gran extensión de la misma. Sin embargo, siendo el Misuri un afluente del río Misisipi, conviene referirse en su conjunto a toda la cuenca de este último río. Dividiremos la cuenca  del río Misisipi en 2 grandes zonas climáticas (o mejor, pluviométricas) a ambos lados del meridiano de 100.º Oeste: al oeste del mismo tenemos una zona extensa con precipitaciones escasas y concentradas en invierno, tanto en forma de nieve como de lluvia, mientras que al este de dicho meridiano las lluvias son más abundantes y sobrepasan por lo general, las pérdidas del suelo por evaporación y por la transpiración y consumo de los vegetales. De hecho, el río Ohio, el único gran afluente del Misisipi por su margen izquierda es, con mucho, el de mayor caudal de todo el Medio Oeste de los Estados Unidos.
Esta zona occidental de la cuenca del Misisipi puede también dividirse en dos zonas menores desde el punto de vista meteorológico, más reducido en tiempo y en espacio que en las divisiones climáticas, ya que la escala temporal y espacial entre las dos ciencias (meteorología y climatología es distinta: en la parte norte (al norte de la confluencia del Misuri con el Misisipi), las nevadas en zonas montañosas y su deshielo ocasionan durante la primavera grandes inundaciones que en algunas ocasiones se trata de inundaciones relámpago, como sucedió en Rapid City (Dakota del Sur).

### Intervención humana en las cuencas fluviales
Los seres humanos modifican la dinámica fluvial de los ríos tanto de manera accidental como deliberada. Cuando construyen una ciudad en un lugar nuevo buscan la cercanía de un río para tener acceso al agua para el consumo, para la navegación o para el cultivo. Al mismo tiempo, buscan la mejor ubicación para atravesar el río, con riberas elevadas y cauce relativamente angosto para facilitar el paso o la construcción de un puente. Pero con el paso del tiempo, las ciudades crecen y pueden dar origen a problemas que no habían previsto. Como señala Barry Commoner:

Definitivamente, hemos recogido un registro de fallas serias en recientes aplicaciones de la tecnología al ambiente natural. En cada caso, la nueva tecnología se ha aplicado sin que se conocieran siquiera los nuevos peligros de esas aplicaciones. Hemos sido muy rápidos en buscar los beneficios y muy lentos en calcular los costes.
Frail Reeds in a Harsh World (1969)

.
Para ilustrar las formas en las que los seres humanos modifican los patrones naturales de la morfología fluvial, así como su responsabilidad en la alteración de los distintos procesos de la dinámica fluvial pueden emplearse como ejemplos algunos casos en los que un conocimiento previo de la hidrografía y de la geomorfología fluvial hubieran ayudado considerablemente en la prevención de desastres naturales originados por los ríos o en la mitigación y corrección de problemas ya pasados.  Algunos de esos ejemplos se analizan a continucación.

#### Gran riada del Turia en Valencia, de 1957

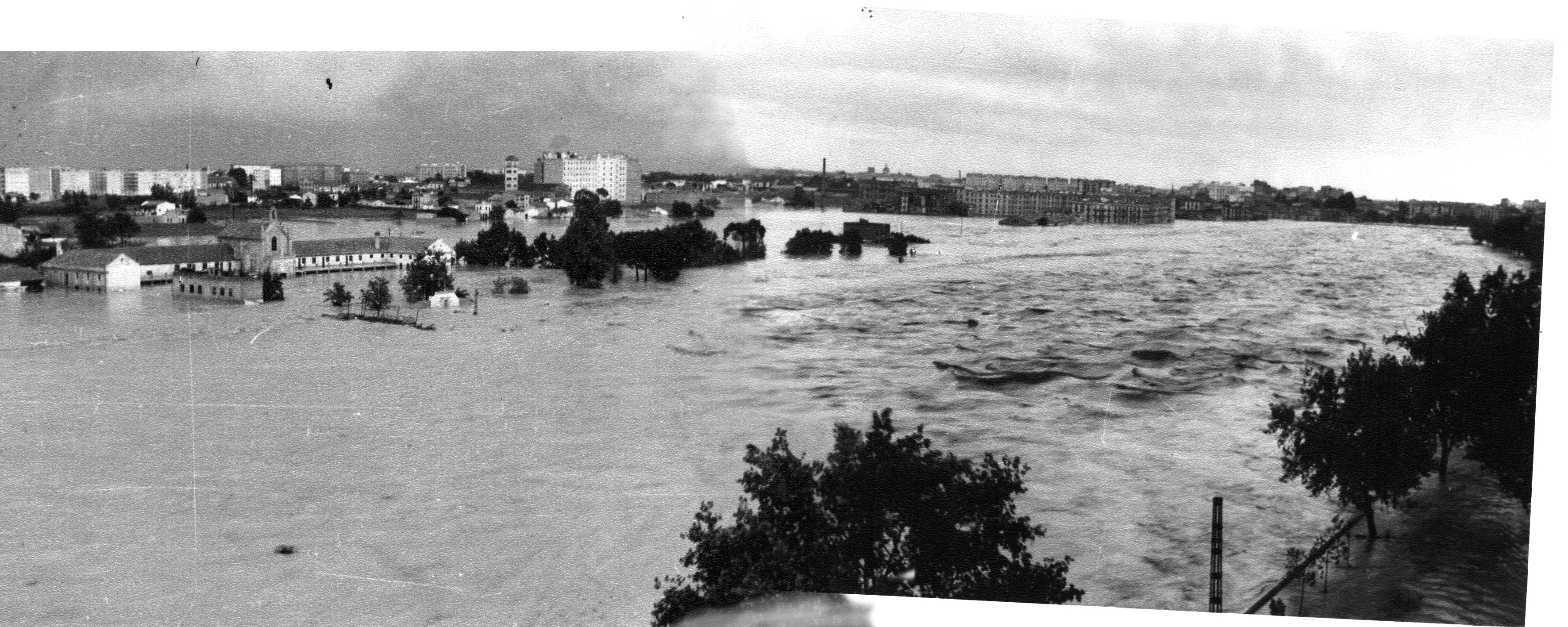
El río Turia desbordado, especialmente por su margen izquierda donde alcanzó el nivel máximo de la inundación (5,20 m) en la calle Dr. Olóriz, que está ubicada al fondo en la imagen, en la zona inundada a la izquierda del cauce normal

Valencia es una ciudad con más de dos milenios de historia, fundada el año 138 a. d. C. próxima al río Turia y no lejos del mar. Es, por lo tanto, una de las ciudades más antiguas de España y su emplazamiento durante tanto tiempo aprovechó el inigualable recurso de las aguas del río pero, en cambio, también dio origen a un lento pero continuo ascenso del nivel de la llanura con los aluviones que el río acarrea durante las crecidas. Como todas las ciudades construidas sobre una llanura aluvial (una llanura de inundación) sufre la eterna paradoja de un río que es fuente de vida y recurso económico inagotable a través de la agricultura y peligro siempre latente con sus inundaciones esporádicas pero que pueden causar daños muy graves, como en efecto ha ocurrido a través de su larga historia. Para combatir los peligros de esas inundaciones se creó la Fábrica de Murs y Valls con la finalidad de construir los pretiles del río que comenzaron en el siglo XIV y terminaron en el siglo XVII. Una obra monumental realizada con grandes bloques de piedra picada, elevadas varios metros por encima de los diques naturales del propio río y que hubiera servido para evitar la inundación de 1957 si se hubiera hecho mantenimiento del cauce durante unos tres siglos (XVII - XX), mantenimiento que significaba realizar una limpieza anual de los aluviones depositados en el cauce del río lo que, vista la historia de ciudades con un emplazamiento similar (Nueva Orleans, por ejemplo), ha resultado algo sumamente difícil de hacer. 

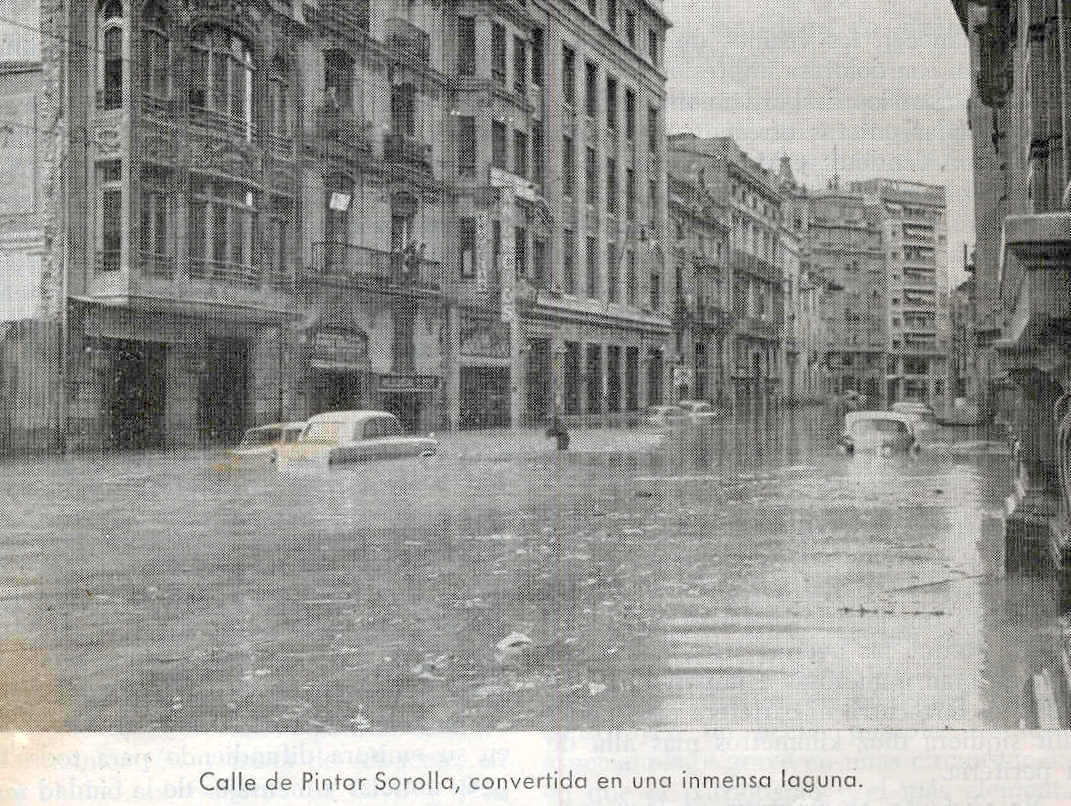
La calle del Pintor Sorolla, en Valencia, inundada por la salida de aguas por los drenajes.

En el caso de Valencia, esta elevación del cauce quedó patente durante la inundación de 1957, cuando las alcantarillas funcionaban como surtidores en algunos puntos de la ciudad (calle Las Barcas, por ejemplo) al funcionar como vasos comunicantes en sentido inverso, es decir, del río a la ciudad. Además, el nivel de las aguas en el cauce del río sobrepasó fácilmente los pretiles construidos, precisamente, porque el fondo del cauce había aumentado de nivel. 
La inundación por la margen izquierda fue tan grande que las aguas del Turia se unieron a las del Barranco de Carraixet que en línea recta se encuentra a 3.300 m del Llano de la Zaidía. Pero esta enorme cantidad de agua procedió, prácticamente en su totalidad, del río Turia y no del Barranco de Carraixet como parece darse a entender en algunos artículos periodísticos a los que hace referencia el folleto que aquí se cita. La razón es muy sencilla: como se ha señalado, el cauce milenario del río Turia ha venido aumentando de nivel mucho más que el de Carraixet por la mayor cantidad de aluviones que históricamente ha venido acarreando: de hecho el Llano de la Zaidía (margen izquierda) se encuentra a casi 18 m s. n. m. mientras que la margen derecha del Carraixet sólo se eleva a 8 m s. n. m. al noroeste de Alboraya. Ello significa que, si bien las aguas del Turia se unieron a las del Barranco de Carraixet antes de desembocar en el Mediterráneo, fueron esas aguas las que viajaron hasta el norte y alcanzaron el cauce del citado barranco y no al revés ()
Y en el caso de la margen izquierda del río (ribera Norte) los daños producidos por la riada fueron mucho más graves porque la mayor parte de la inundación se dirigió hacia la izquierda, como corresponde a una localización en el hemisferio norte, donde el avance del cauce se produce hacia la izquierda y también las inundaciones tienen mayor importancia hacia este lado, como se ha explicado en numerosos estudios sobre riesgos de inundaciones. Otra imagen de Street View de Google maps nos muestra el Llano de la Zaidía y el puente de San José vistos desde la Calle Dr. Olóriz, que resultó la zona donde la inundación alcanzó su mayor nivel (4,20 m). Precisamente, la imagen está dirigida hacia el río en el punto donde la riada destruyó el dique artificial del río al llegar al Puente de San José que en la imagen aparece a la izquierda. Vemos en el puente parte del pretil original del río (bloques de piedra picada de color blanco) continuados por un pretil más bajo de construcción posterior que, precisamente, fue el punto por donde penetró violentamente la mayor parte de la riada (Malecón de la ribera izquierda desde la calle del Dr. Olóriz: ). 
Afortunadamente para Valencia, el casco urbano de la ciudad queda hacia la margen derecha del río, donde las inundaciones no suelen ser tan severas como las que se dan hacia la izquierda por estar en el hemisferio norte. De hecho las zonas más castigadas por la inundación fueron por la margen izquierda, Llano de la Zaidía, Tendetes, Marxalenes, Llano del Real, Mestalla, Alameda, Caminos al Grao (especialmente el Camino Hondo del Grao, que es el más antiguo, actualmente Calle de las Islas Canarias), mientras que por la margen derecha, aunque la inundación no alcanzó el mismo volumen, tuvo el problema de ser una zona mucho más poblada. Por otra parte el casco urbano de Valencia resultó doblemente castigado por tener vías paralelas al río que penetran hacia el casco urbano a una altura inferior y por el aumento del nivel del fondo por acumulación de sedimentos durante varios siglos lo que ocasionó que la riada sobrepasara los diques artificiales hechos sucesivamente desde el siglo XIV. Las zonas más castigadas en la margen derecha fueron La Pechina, El Botánico, el Barrio El Carmen, La Xerea y el Pla del Remei; y ya cerca del mar, Las Moreras y, especialmente Nazaret, que fue considerado como el barrio mártir a causa de la riada y ello se debió a que la construcción del puerto había dado origen a un desvío brusco del cauce del río de 90° hacia el sureste y que se dirigió de lleno hacia estas dos barriadas. 
La misma referencia indicada señala en la página 14 que el caudal del Turia llegó a 3.700 m³ por segundo a las 4 de la madrugada del 14 de octubre, mientras que el caudal del Barranco de Carraixet alcanzó un volumen de 1.300 m³, lo que sumando los aforos de ambos nos da una cantidad de 5.000 m³, más del doble de la inundación del 28 de septiembre de 1949, cuando alcanzó a rasar el tablero del puente de Aragón (2.400 m³).

#### Inundaciones del río Misuri de 2011 en Omaha, Nebraska y Council Bluffs, Iowa (Estados Unidos)

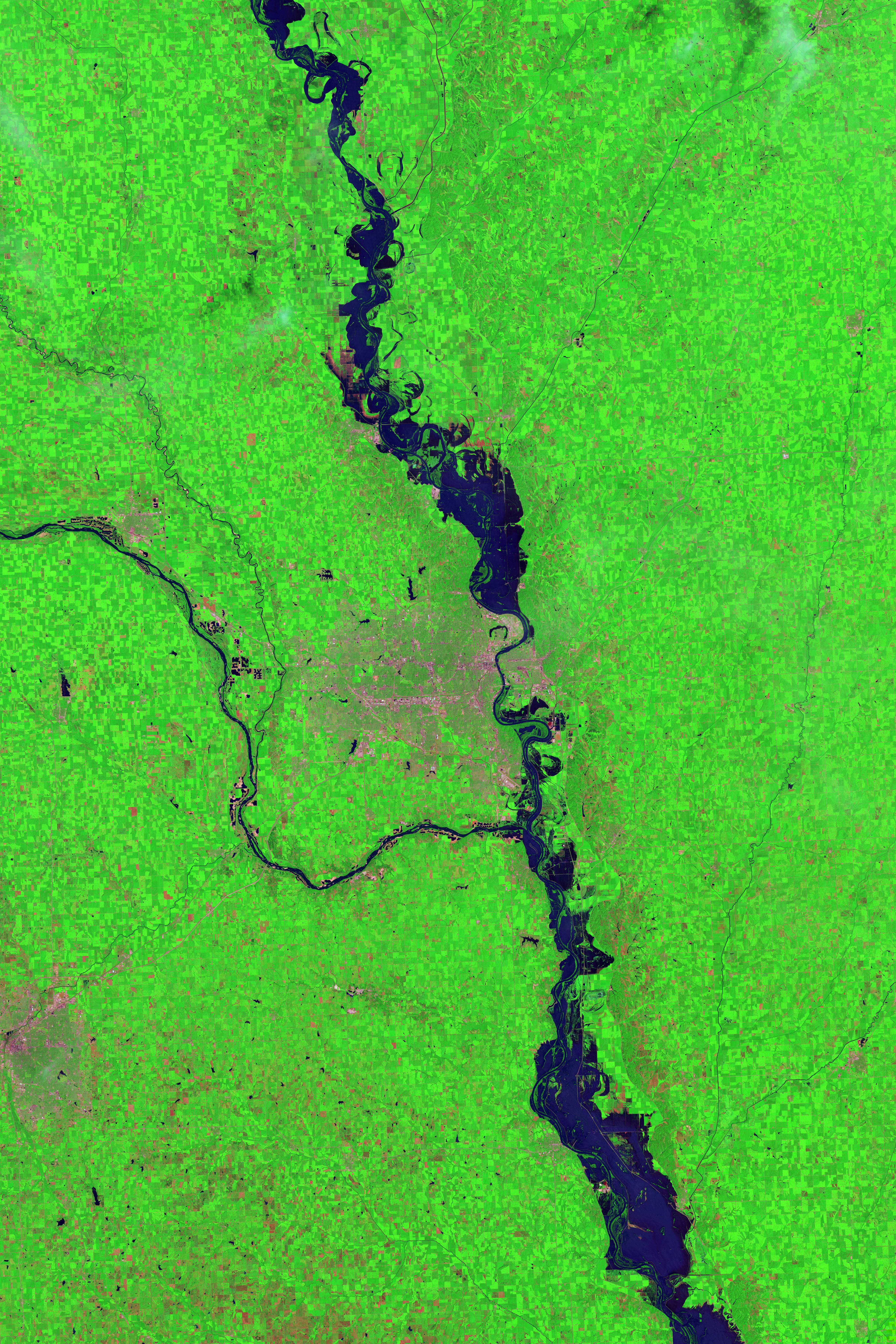
Inundación represada por el estrechamiento del cauce del río Misuri entre las ciudades de Omaha (Nebraska, en la margen derecha (que queda a la izquierda en la imagen satelital), y Council Bluffs (Iowa), en la margen izquierda (a la derecha en la parte convexa de un meandro frente a la ciudad de Omaha), durante las graves inundaciones de 2011. Las áreas urbanas aparecen en color rosado. Imagen de la NASA.

En la imagen satelital de la NASA podemos ver la gran extensión de las inundaciones producidas por el desbordamiento del río Misuri el año 2011 a partir de la segunda mitad del mes de mayo y que se pensaba que iban a prolongarse hasta agosto. En la propia imagen la NASA habla de Lingering flood, es decir, inundación represada, lo cual resulta evidente, porque cuando existen dos ciudades a ambos lados de un río, siempre que hay un crecimiento anormal del caudal, se represan las aguas en la parte superior del curso del río, por el obstáculo que representa el estrechamiento del mismo. Dicho estrechamiento es mucho más frecuente de lo que pudiera esperarse y sus efectos se pueden notar en muchos lugares donde existen ciudades-puente, es decir, ciudades que se encuentran frente a frente en las riberas de un río.

### El movimiento de rotación terrestre
Es, sin duda alguna, el principal motivo de la asimetría fluvial en la superficie terrestre, y prácticamente, el único que existe, siendo las excepciones debidas a características locales o regionales (relieve, especialmente) de la cuenca del río que se trate. Los efectos de la rotación terrestre en la asimetría de los ríos se manifiesta en lo que respecta a su cauce, su cuenca, los diques naturales del cauce, los afluentes y sus confluencias con el río principal, los depósitos de aluviones o sedimentos, la mayor o menor energía de su caudal en el transporte de sedimentos, su poder erosivo, la captura o piratería fluvial y la formación de ríos residuales (a veces también denominados ríos decapitados).
- Asimetrías del cauce. Se deben fundamentalmente a la velocidad de las aguas dentro del cauce. La mayor velocidad de las aguas en un punto se traduce en una mayor capacidad de arrastre o transporte de sedimentos, y viceversa, cuando la velocidad disminuye, esos sedimentos se depositan en el fondo del cauce, principalmente hacia la orilla derecha por lo que las aguas, ya con menor cantidad de sedimentos, se desvían hacia la orilla izquierda, pudiendo ocasionar inundaciones en muchos casos, hacia dicha orilla. El amontonamiento de unos 5.000 automóviles en Rapid City en 1972 se concentró en la ribera del Arroyo Rapid junto a la propia ciudad. Otros ejemplos pueden consultarse en las inundaciones de Tabernes de Valldigna, en la Gran riada de Valencia y en las ocurridas en las riberas del Misuri y Misisipi en años recientes (ver inundaciones de 2011 en el río Misuri).
- Asimetría en los diques naturales de  los ríos. Como consecuencia de lo anterior, las riberas (o diques naturales si nos referimos a las orillas de los ríos) alcanzan mayor altura en la margen derecha, por lo que resultan más seguras.
- Asimetría de los afluentes. Esto se manifiesta en las distintas formas de confluencia con el río principal debido a la mayor o menor energía que tienen sus aguas con relación a las aguas del río principal. Los ríos  que  avanzan de oeste a este tienen mayor energía que los que avanzan de este a oeste ya que, en el primer caso, la velocidad de las aguas se incrementa considerablemente por el movimiento de rotación terrestre que es de oeste a este. Es el caso del Arroyo Rapid (Rapid Creek en inglés) con su inundación relámpago de Rapid City, que en 1972 ocasionó numerosas víctimas y miles de automóviles dañados.

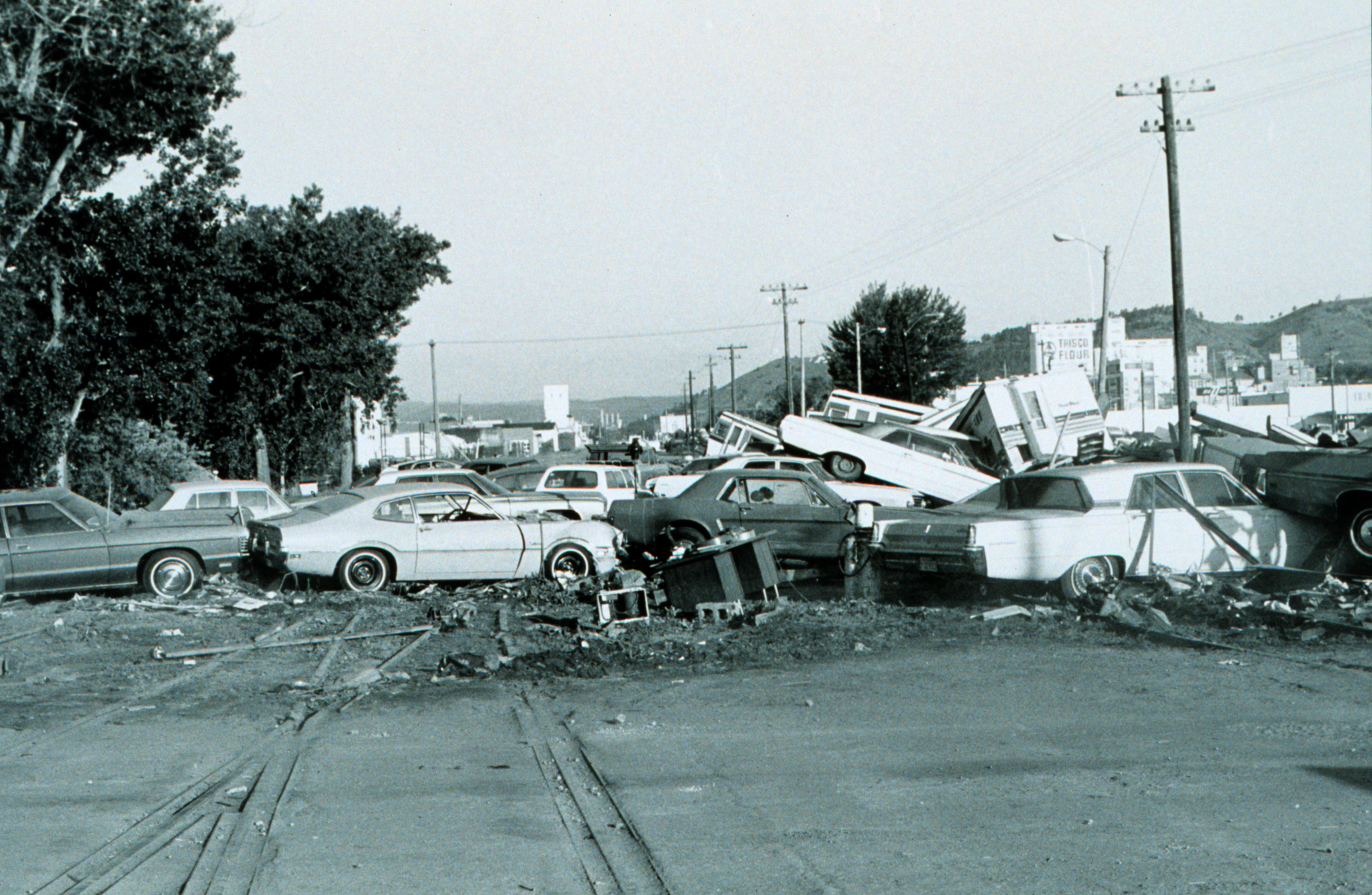
Vehículos amontonados en Rapid City como consecuencia del desbordamiento del Arroyo Rapid en 1972

- Asimetría en las confluencias.

## Tipos de asimetría

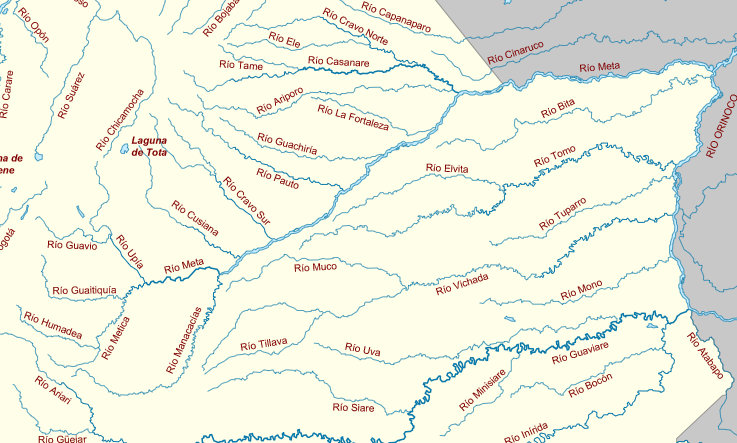
El río Meta muestra claramente la mayor cantidad de afluentes y mayor extensión de su cuenca por la margen izquierda: desde los ríos Manacacias y Humadea hasta el río Cravo Norte hay una docena de ríos que bajan de los Andes y se desvían a la izquierda al ser capturados por el río Meta dejando a varios ríos decapitados que continúan su viaje hacia el Orinoco por el mismo cauce que tenían antes de ser absorbidos por dicho río. En cambio, por la derecha, el Meta no tiene afluentes.

En una primera aproximación se puede hablar de dos tipos de asimetría:
- la asimetría de la cuenca con relación al cauce de un río, y

- la asimetría del cauce con respecto al talweg o vaguada del río.[7] Sin embargo, cuando se profundiza en las características y en los procesos de la dinámica fluvial vemos que un aspecto a tener en cuenta en primer lugar, es la asimetría en cuanto a las características de los diques naturales de los ríos ubicados en llanuras de escasa pendiente sujetas a inundación, y que es responsable, en su mayor parte, de las siguientes manifestaciones geomorfológicas:

### Extensión de la cuenca a cada lado del cauce de un río
Por lo general, en los ríos del hemisferio norte es mayor la superficie del área drenada por los afluentes procedentes de la parte izquierda de la cuenca de cada río, tal como puede verse en la cuenca del río Meta, en la cuenca del río Apure, en la del propio río Orinoco y en la de muchos otros ríos del hemisferio Norte. En cambio, en el Hemisferio Sur, como sucede con el río Murray en Australia, el Amazonas o el Paraná en América del Sur, la superficie de su cuenca es mayor por la margen derecha.  
- Cantidad de afluentes. Es un corolario de lo anterior, en el hemisferio norte es mayor la cantidad de afluentes por la izquierda (como se puede ver claramente con el río Meta y en el Misuri) y por la derecha en el hemisferio sur, aunque esto último no se presenta en la totalidad de los casos.

- Tendencia a desbordarse durante las crecidas. Es más frecuente desbordarse hacia la izquierda en el Hemisferio Norte (como se muestra en la imagen de la Gran Riada de Valencia), y hacia la derecha en el Hemisferio Sur como es el caso del río Paraná en  América del Sur, especialmente, cerca de la desembocadura hacia la margen derecha en la provincia de Buenos Aires y también en el caso de las inundaciones del río Murray en Australia, en los ríos de Nueva Zelanda y en los africanos del Hemisferio Sur. Sin embargo, hay que destacar un hecho debido al sesgo anglocéntrico en los temas de las coordenadas geográficas que sirven para medir la longitud y la latitud. En efecto, aunque la latitud queda separada por el ecuador terrestre (latitudes norte y sur), en el caso de la longitud el meridiano de 0º es el que separa a las longitudes este y oeste, lo que causa una gran confusión acerca de la producción de inundaciones. Así, el Este geográfico queda hacia el mismo lado tanto en el hemisferio norte como en el sur, pero corresponde a cuadrantes de latitud diferente, lo cual es motivo de confusión.

- Formación de meandros. Lo mismo que los ejemplos anteriores, son más numerosos y más exagerados los meandros que se forman hacia la izquierda del canal principal del río tanto en el hemisferio como en el hemisferio sur. De hecho, en la mayoría de los casos se comprueba que la ribera derecha de los ríos del hemisferio norte tiene mayor altura (y por lo tanto, es más firme) que la ribera izquierda, que es hacia donde se va desplazando el cauce durante las inundaciones sucesivas.

- Capturas y migración del cauce: más frecuentes hacia la izquierda en el hemisferio norte y a la derecha en el hemisferio sur.

- Ríos decapitados o residuales: como consecuencia de las capturas y migración del cauce, son más numerosos por el lado derecho de los ríos en el hemisferio norte y por el lado izquierdo en el hemisferio sur. El ejemplo del río Meta en el mapa muestra esa característica, ya que decapitó a los ríos que originalmente desembocaban en el Orinoco directamente (río Bita, por ejemplo, que probablemente era continuación del río Guachiría), tomando su caudal procedente de la cordillera andina y dejándolo con un cauce amplio, pero casi sin agua en el resto de su trazado hasta su desembocadura en el Orinoco. Un río decapitado o residual se distingue claramente en una imagen satelital porque conserva un cauce amplio, pero con un río muy pequeño y divagante dentro de dicho cauce. En el caso del río Bita, vemos como el cauce antiguo está ocupado por una vegetación abundante (por el nivel freático que está muy cerca de la superficie) mientras que el cauce actual es mucho más angosto, con muchos meandros, debido al escaso caudal, y con depósitos de sedimentos visibles de color claro, en las zonas donde la velocidad de sus aguas se reduce. Este ejemplo del río Bita sirve (al igual que muchos otros) para anular lo que se ha expresado arriba en la parte "a" de la Ley de Playfair.

### Asimetría transversal del cauce de un río

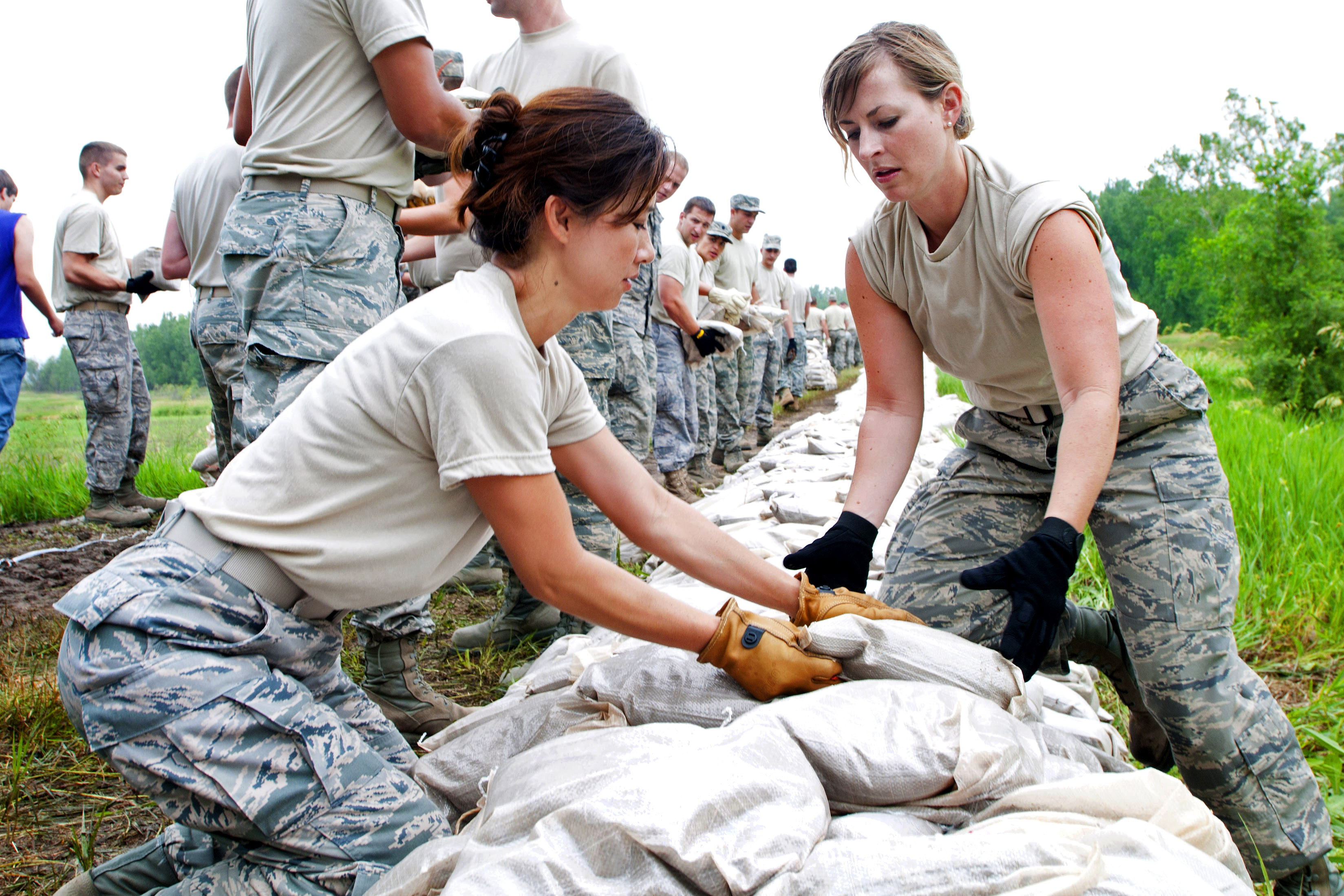
Soldados de la Fuerza aérea de los Estados Unidos tratando de evitar el desbordamiento del Misuri por su ribera izquierda, que suele ser la más propensa para las inundaciones,

Como ya se ha señalado antes, este tipo de asimetría se presenta a ambos lados del talveg o vaguada de un río y se manifiesta en una diferencia entre los diques naturales o riberas de los ríos, que son más elevados y mucho más estables los de la derecha y más bajos y propensos a las inundaciones los de la izquierda. 
Asimetría en las confluencias de los ríos. En muchos casos, la confluencia de un río secundario con otro mayor se efectúa con un ángulo muy agudo, lo que significa que pueden seguir un curso casi paralelo con los dos cauces a muy poca distancia uno de otro, durante un largo trecho, a veces de cientos de km. Es el caso de los ríos tipo Yazoo que toman como nombre el de un afluente del Misisipi que discurre casi todo su curso muy cerca del mismo. Los ejemplos de este tipo de confluencias son muy frecuentes, como por ejemplo, sucede con los afluentes del río Misuri por su margen izquierda (ríos James, Vermilion, Big Sioux, Little Sioux, Boyer, Nishnabotna, Nodaway, Platte (Misuri), Grand y Chariton, ríos que se unen al Misuri por su margen izquierda tras recorrer la parte baja de su curso muy cerca del río principal por lo que su desembocadura forma un ángulo agudo que caracteriza a los ríos tipo Yazoo. También sucede en muchos ríos de todas partes y de distintos continentes, como sucede con el río Mapire cuando se une al Orinoco en Venezuela () y muchos otros en todos los continentes. Por el contrario, muchos de los ríos que son afluentes por la derecha entran en el cauce principal con un ángulo de 90° (ángulo recto) e incluso con un ángulo obtuso (más de 90°). Los afluentes del río Misuri por la derecha (y del propio Misisipi también por la derecha, así como muchos otros ríos de todo el mundo, son de este tipo. La imagen satelital de las inundaciones del río Misuri nos muestra claramente este tipo de asimetría. En ella podemos observar que el río Misuri, que sigue la dirección de norte a sur, recibe al río Platte desembocando por su derecha en una confluencia de 90.o. En cambio, el río Elkhorn, que es un afluente del Platte por su izquierda tiene una confluencia en ángulo agudo poco antes de la confluencia indicada, lo que define a dicho río como un río tipo Yazoo. Las excepciones a estas asimetrías tienen que ver en la mayoría de los casos, a las características del relieve.